# 猛猫兽属
猛猫兽属（学名：Pakakali）为畸齿鬣兽科的一个属。

## 下属物种
本属包括以下物种：
- 鲁夸猛猫兽 Pakakali rukwaensis Borths & Stevens, 2017